# Frank P. Sebree
Frank Payne Sebree (ur. 25 października 1854 w Fayette, zm. 29 września 1940 w Kansas City) – amerykański prawnik i polityk z Missouri. Członek Izby Reprezentantów Missouri, a także założyciel kancelarii prawnej Shook, Hardy & Bacon.

## Życiorys

### Młodość i edukacja
Frank Payne Sebree urodził się 25 października 1854 roku w Fayette w stanie Missouri. Jego starszym bratem był Uriel Sebree. Uczęszczał do Central College w Fayette, a także do Pritchett College w Glasgow. Następnie ukończył studia prawnicze na Uniwersytecie Stanu Missouri i został przyjęty do palestry.

### Kariera
Po ukończeniu studiów Sebree rozpoczął pracę w kancelarii prawniczej Lay & Balch w Jefferson City. W 1877 roku pracował w Glasgow, a w 1880 przeniósł się do Marshall i wykonywał zawód do 1889 roku.
Sebree był demokratą. W 1886 roku został wybrany do Izby Reprezentantów Missouri, reprezentując Hrabstwo Saline. Pełnił tę funkcję przez dwie kadencje, od 1887 do 1891 roku. W 1889 roku pełnił funkcję przewodniczącego komisji sądowniczej.
Po przeprowadzce do Kansas City w 1889 roku, Sabree założył spółkę prawniczą wraz z W. A. Aldersonem. W 1891 roku założył z sędzią H. C. McDougalem kancelarię prawniczą McDougal & Sebree. Następnie współtworzył kancelarię prawniczą Sebree, Sebree & Shook, później przemianowaną na Shook, Hardy & Bacon. W 1894 roku został mianowany prokuratorem Westport. Był kandydatem na burmistrza Kansas City z ramienia Partii Demokratycznej w 1898 roku.
Pełnił funkcję przewodniczącego Komitetu Demokratycznego Hrabstwa od 1896 do 1898 roku. Od 1899 był radnym hrabstwa, aż do rezygnacji w 1901 roku. W 1902 roku został mianowany komisarzem policji przez gubernatora Alexandra M. Dockery'ego, jednak zrezygnował z tej funkcji w sierpniu 1902 roku, aby zostać przewodniczącym Komisji Wyborczej. Sebree został radcą prawnym zarządu policji w 1907 roku i pełnił tę funkcję przez kilka następnych lat.
W 1918 roku pełnił funkcję przewodniczącego zarządu parku. W 1923 roku na jego cześć otwarto Sebree Bridge, most nad Brush Creek przy Benton Boulevard.

### Życie prywatne
Sebree poślubił Russie (lub Gussie) H. Boyd w 1883 roku. Para doczekała się syna o imieniu Sam.
Frank P. Sebree zmarł w swoim domu w Kansas CIty 29 września 1940 roku w następstwie zawału serca, którego doznał kilka dni wcześniej. Został pochowany na cmentarzu Forest Hill w Kansas City.